# Vanda Winter
Vanda Winter (Zagreb, 14. kolovoza 1984.) hrvatska je kazališna i televizijska glumica i pjevačica.  

## Životopis
Vanda je rodom iz mjesta Buševca kraj Velike Gorice. Kći jedinica majke Sanje i oca Branka. Uz Četvrtu gimnaziju u Zagrebu, od 14. godine pohađa i zagrebačku Rock akademiju. Prva scenska iskustva stječe nastupima u dječjoj tv emisiji Turbo Limach Show, kao članica vokalne grupe (1998.), te kasnije, kao solistica, u televizijskim nastupima s Big Bandom HRT-a (2000., 2001.) Paralelno s pohađanjem gimnazije aktivno se bavi glazbom, a taj period u najvećoj mjeri obilježavaju autorske suradnje s Dinom Dvornikom (Ne znam kome pripadam, 2002.), Davorinom Ilićem (Kemija, 2002.), Markom Tomasovićem (Ni srcu ne dam te ja, 2002.; Ja čuvam te, 2004.), te Davorom Devčićem (Ti si najbolje što znam, 2003.); nastupi na festivalima Grand Prix festivala Oni dolaze 2002., Finale HRF-a 2003., 2004., Zadarfest 2003.), snimanje spotova i nastupi u glazbenim tv i radijskim emisijama.
Godine 2003. ulogom Sheile debitira na daskama zagrebačkog gradskog kazališta Komedija u mjuziklu Kosa. Iduće godine ponavlja suradnju i u rock operi Gubec-beg tumači Janu Jurkovu. Iste godine iz prvog je pokušaja primljena na studij glume Akademije dramske umjetnosti Sveučilišta u Zagrebu
Vanda postaje stipendistica zagrebačkog kazališta Komedija (2005.). Za vrijeme studija aktivno igra u predstavama kazališta Trešnja, Komedija i Hrvatskog narodnog kazališta u Zagrebu.
Za ulogu Ljepotice u Disneyevom mjuziklu Ljepotica i zvijer produkcije kazališta Trešnja, osvaja Nagradu hrvatskog glumišta (2008.).
Ostali značajniji angažmani: - u suradnji s Braćom Ubogom za potrebe filma Josipa Vujčića Gdje pingvini lete obrađuje veliki hit grupe Indexi Da sam ja netko; suvoditeljska uloga u Novogodišnjem programu HRT-a (2009./2010.); glumačka i pjevačka sinkronizacija lika u dugometražnom crtanom filmu (Tiana, The Princess And The Frog, 2010.) Stalno sudjeluje u dramskom programu Hrvatskog radija.
Bila je članica hrvatskog stručnog žirija za Eurosong 2010.
U suradnji s Agramsvilleom i Kompilacijom Yammat objavljuje single Sjena (2011.).
Za najbolje glumačko ostvarenje u radio drami za ulogu Nastenjke u emisiji Radio-drama - F.M. Dostojevski Bijele noći osvaja Nagradu hrvatskog glumišta (2011.).
U travnju 2013. godine prijavljuje se na kasting za prvu hrvatsku glazbeno-dramsku TV seriju ''Stella'' producentice Jelene Veljače te dobiva ulogu Lane Lovrentijev.
Nagrade
- 2002. Grand Prix na festivalu ONI DOLAZE (nagrada koju radijski urednici svih hrvatskih radio-postaja dodjeljuju najperspektivnijem mladom glazbeniku);
- 2008. Nagrada hrvatskog glumišta za izvanredan doprinos mladih umjetnika do 30 godina za ulogu Belle u mjuziklu „Ljepotica i zvijer“;
- 2011. Nagrada hrvatskoga glumišta za ulogu Nastenjke u radiodrami Hrvatskoga radija “Bijele noći” F. M. Dostojevskog

## Filmografija

### Kazališne uloge
- Aida (Aida)
- Bljesak zlatnog zuba (Zlata)
- Božićna želja
- Ella i Marilyn (Marilyn Monroe)
- Gospođica iz Maxima (Gospođica Virette)
- Gubec-beg (Jana)
- Klupko (Anica)
- Kosa (Sheila)
- Ljepotica i zvijer (Belle)
- Mamma Mia (Sophie Sheridan)
- Mimi (Geschwitz)
- Odlazak (Suzana Rieger)
- Opasne veze (La presidente de Tourvel)
- Opera za tri groša (Polly Peachum)
- Plemana (Ruth)
- Posudi mi tenor (Maggie)
- Skidajte se do kraja (Susan Hershey)
- Skup (Andrijana)
- Sluga dvaju gospodara (Clarice)
- Sprovod u Theresienburgu (Olga Warronigg)
- Ukroćena goropadnica (Bianca)
- Zeleni kakadu (Albin pl. Trstenjak, student)

### Televizijske uloge
- Suvoditeljica HRT-ovog novogodišnjeg programa (2009./2010.)
- Dramska serija Stella kao Lana (2013.)
- Zabavno-glazbeni spektakl Tvoje lice zvuči poznato kao Vanda Winter (2014.)
- Zlatni dvori kao Sara Kovačević (2016.)

### Filmske uloge
- V. Brešan: ''Samo da ovo uspije'' (diplomski ispit iz glume)
- N. Kolar: ''Praznici''

### Radio
Od 20. godine kao vanjski suradnik Dramskog programa Hrvatskoga radija Vanda Winter ostvaruje značajnije uloge u radiodramama:
- Bijedni ljudi (r. S. Jamnicky) kao Varenjka
- Bijele noći (r. S. Jamnicky) kao Nastenjka
- Cvijet s raskršća (r. S. Jamnicky) kao Izabela
- Diptih 85 (r. R. Mesarić)
- Evgenij Onjegin (r. P. Vujačić) kao Tatjana
- Mor (r. D. Tralić) kao Šu
- Posljednji Stipančići (r. V. Vrhovnik) kao Lucija

### Sinkronizacija
- Nerazdvojni kao Dee (2024.)
- Lil, Lil, Krokodil kao gđa. Katie Primm (2022.)
- Čudesni park kao Greta (2019.)
- Balerina i Viktor kao Camille Le Haut (2016.)
- Trolovi kao Brigita (2016.)
- Hugo i lovci na duhove kao Hopkins (2016.)
- Zootropola kao Žizel (2016.)
- Medvjedić Paddington kao Millicent Clyde (2014.)
- Spašavanje Djeda Mraza kao Slatkica (2014.)
- Snježno kraljevstvo kao Bulda (2013.)
- Winx kao Musa (2013.)
- Zambezija kao Zita (2012.)
- Victorious kao Kimberly (2012.)
- Avatar: Legenda o Korri kao Asami Sato (2012.)
- Život s dečkima kao Allie Brooks (2011. – 2013.)
- Big Time Rush kao Sandy, Jeanette (2011.)
- Moj mali poni: Prijateljstvo je čarobno kao Rarity (Demo DVD) (2011.)
- Vesele trojke kao Helena (2011.)
- Princeza i žabac kao princeza Tiana (2009.)
- Jagodica bobica kao Dvina Malina (2008.)
- Trolice (2008.)
- Barbie u Božićnoj priči kao Katarina (2008.)

## Vanjske poveznice
- Službena web stranica  Arhivirana inačica izvorne stranice od 25. svibnja 2012. (Wayback Machine)